# Jo Angenot
Pour les articles homonymes, voir Angenot.
Jo Angenot dit Anjo, né à Verviers (province de Liège), est un auteur de bande dessinée humoristique belge francophone, connu pour sa collaboration avec René Goscinny sur l'éphémère série animalière Mottie la marmotte dans journal Tintin et ses mini-récits dans Spirou.

## Biographie
Jo Angenot naît à Verviers. 
Jo Angenot qui signe Anjo ou encore simplement Angenot est l'un des principaux collaborateurs de Pat, la revue de l'Association nationale des mécénats dans les années 1940 et 1950. À partir de 1948, il réalise des récits comme Bison Loyal, Alerte à la Coupole Sud, Une Noble Action de Poupi et Eddy et Mamie. Il collabore également régulièrement aux périodiques Petits Belges et pour le supplément jeunesse Junior de l'hebdomadaire féminin belge Chez nous. Il crée de nombreux personnages polynésiens éphémères. Il dessine des bandes dessinées dans des styles à la fois réalistes et humoristiques.
En 1956, il fait son entrée dans le journal Tintin avec la série animalière humoristique Mottie la marmotte qu'il anime seul pour les six premiers courts récits, le rédacteur en chef lui adjoint les services du scénariste René Goscinny qui écrira les quatre courts récits suivants de 1956 à 1957. Ces derniers seront compilés tardivement dans l'ouvrage Les Archives Goscinny - Le journal Tintin 1956-1961 aux éditions Vents d'Ouest en 1998. Ensuite, il réalise à nouveau seul trois nouveaux courts récits en 1957. Trois ans plus tard pour le même journal, il lance toujours seul la série La Famille Trotinet qui vit un long récit à suivre intitulé : Pâte à plans qui ne connaît pas d'album. Il parvient à intercaler les courts récits : La Chasse est ouverte en 1956, Hans Gutenberg et Jules Verne en 1957. 
En 1961, il passe à la concurrence et le rédacteur en chef Yvan Delporte de Spirou lui offre la possibilité de réaliser des mini-récits, le premier intitulé Didi paraît dans le numéro 1234. Il en dessinera de nombreux autres dans les années 1960, Anjo illustre également deux récits scénarisés par Octave Joly pour Les Belles Histoires de l'Oncle Paul, certaines pages de jeux de Cary Page et il écrit et dessine plusieurs courts récits pour les pages intérieures de Spirou jusqu'en 1966.
La même année, il rejoint l'hebdomadaire Fripounet et Marisette des éditions Fleurus et illustre le court récit Le Bison de Victor scénarisé par Guy Hempay dans le numéro 11 ainsi que La Première Rentrée des classes scénarisé par Claire Godet dans le numéro 37. Il dessine encore le récit L'Horloge a disparu avec la même scénariste et Grandeur et décadence du singe Hico sur un scénario de Suzanne Duvivier dans le numéro 34 du 22 août 1968. 
Depuis, il n'a plus publié.

## Œuvres

### Mini-récits
- Didi,	1961
- "Ugudu" la formule magique, 1962
- Chut, 1962
- Un cas, 1962
- Diamant au menu, 1963
- L'Île aux orchidées, 1963
- La Boîtomanie, 1963
- Pierre qui mouille amasse la rousse, 1963
- Le Tapir de l'émir, 1964
- Les Pouperpics, 1964
- Bonbon, 1965
- L'Astuce d'Arthur, 1965
- Le Professeur Mégatonne, 1965
- Opération Caméléon, 1965
- Le Mafu-Tafu, 1965
- Le Saranmou, 1965
- Ah ! Léa ! Lacta est !, 1966
- Le Taé-Té-U, 1966

### Collectifs
Archives Goscinny
- Le Journal Tintin 1956-1961[10], Vents d'Ouest, Paris, juin 1998
Scénario : René Goscinny - Dessin : collectif dont Angenot - Couleurs : quadrichromie -  (ISBN 2-86967-705-7),Contient : Mottie la marmotte.

### Revues

#### Fripounet et Marisette
| Numéro | Date           | Titre                               | Nombre de pages | Scénariste       |
| ------ | -------------- | ----------------------------------- | --------------- | ---------------- |
| no 31  | 1966           | Le Bison de Victor                  | 3               | Guy Hempay       |
| no 37  | août 1966      | La Première Rentrée des classes     | 3               | Claire Godet     |
| no 1   | 4 janvier 1968 | L'Horloge a disparu                 |                 | Claire Godet     |
| no 34  | 22 août 1968   | Grandeur et décadence du singe Hico |                 | Suzanne Duvivier |

#### Livres
- Jean Van Hamme, Introduction à la bande dessinée belge, Bruxelles, Bibliothèque royale de Belgique, 1968, 80 p., ill. ; 26 cm (lire en ligne), p. 5[catalogue] publié à l'occasion de l'exposition La bande dessinée en Belgique, Bibliothèque Albert Ier, [Bruxelles], du 29 juin au 25 août 1968.
- Jessica Kohn, Dessiner des petits mickeys : Une histoire sociale de la bande dessinée en France et en Belgique (1945-1968), Paris, Éditions de la Sorbonne, 26 mai 2022, 318 p., ill. ; 24 cm (ISBN 9791035107970, OCLC 1331516747, présentation en ligne).